# Viktoriya Yalovtseva
Viktoriya Yalovtseva (née le 4 novembre 1977 à Pavlodar) est une athlète kazakhe, spécialiste du 800 mètres. 

## Biographie

### Palmarès
| Date | Compétition                  | Lieu    | Résultat | Épreuve   | Performance   |
| ---- | ---------------------------- | ------- | -------- | --------- | ------------- |
| 2005 | Championnats d'Asie          | Incheon | 5e       | 800 m     | 2 min 07 s 18 |
| 2005 | Jeux asiatiques en salle     | Pattaya | 3e       | 800 m     | 2 min 09 s 05 |
| 2006 | Championnats d'Asie en salle | Pattaya | 3e       | 800 m     | 2 min 08 s 92 |
| 2006 | Championnats d'Asie en salle | Pattaya | 1re      | 4 x 400 m | 3 min 41 s 39 |
| 2006 | Jeux asiatiques              | Doha    | 2e       | 800 m     | 2 min 03 s 16 |
| 2006 | Jeux asiatiques              | Doha    | 2e       | 4 x 400 m | 3 min 33 s 86 |
| 2007 | Jeux asiatiques en salle     | Macao   | 4e       | 800 m     | 2 min 07 s 79 |
| 2008 | Championnats d'Asie en salle | Doha    | 2e       | 4 x 400 m | 3 min 38 s 10 |
| 2009 | Jeux asiatiques en salle     | Hanoï   | 3e       | 800 m     | 2 min 03 s 74 |
| 2009 | Jeux asiatiques en salle     | Hanoï   | 1re      | 4 x 400 m | 3 min 39 s 21 |
| 2010 | Jeux asiatiques              | Canton  | 2e       | 4 x 400 m | 3 min 30 s 03 |

### Records
| Épreuve    | Épreuve      | Performance   | Lieu    | Date            |
| ---------- | ------------ | ------------- | ------- | --------------- |
| 800 mètres | En plein air | 2 min 00 s 57 | Bichkek | 5 juin 2011     |
| 800 mètres | En salle     | 2 min 03 s 74 | Hanoï   | 2 novembre 2009 |